# 绝色双娇
《绝色双娇》，台湾名《偷龍轉鳳》，2000年在中国大陆播出的古装喜剧，导演华践盟，主演张庭、焦恩俊、牛莉、宋丹丹。2001年1月25日至3月5日中視八點檔以《偷龍轉鳳》為名播出配音版，配音領班呂佩玉；2005年東森戲劇台重播。

## 剧情
明朝，张贵妃生了一个女婴，为了夺取皇后之位，他把女婴和大学士林进贵夫人的男婴对换，林进贵夫人气愤不已，把女婴丢到了扬州城百花楼的门口，她被妓女金花捡来做了干女儿，后来遇到化名朱寿的太子朱正康，衍生一系列嬉笑怒骂的故事。

## 演出
| 演员   | 台灣配音 | 角色           | 备注                                                                       |
| 张庭   | 方雪莉   | 芊芊           | 被抛弃的孤女，实为公主。                                                   |
| 焦恩俊 | 李猶龍   | 朱正康（朱寿） | 假皇子→正康皇帝，原型為正德皇帝。                                          |
| 牛莉   | 丘梅君   | 秦采青         | 秦中玉之女。                                                               |
| 宋丹丹 | 崔幗夫   | 刘金花         | 百花樓妓院老鴇，芊芊養母。                                                 |
| 吴孟达 | 胡立成   | 秦中玉         | 扬州知府，秦采青之父，芊芊义父。                                           |
| 牛青峰 | 宋克軍   | 史书才         | 与秦采青指腹为婚的书生。                                                   |
| 傅艺伟 | 陳美貞   | 张太后         | 太后，芊芊母，朱正康名义上的母亲。                                         |
| 刘长纯 | 陳旭昇   | 龙天啸         | 七省绿林总瓢把子。                                                         |
| 张会中 | 雷威遠   | 刘瑾           | 大太监。                                                                   |
| 湘女   | 林凱羚   | 林家蓉         | 林进贵妻甥女。林夫人对外称是自己女儿，太后因此误以为是自己女儿并欲立为后。 |
| 张佳楠 | 董錦萍   | 妞儿           | 秦采青侍女。                                                               |

## 续集
2002年播出续集《皇后进宫》，2002年中視八點檔以《偷龍轉鳳2：皇后進宮》為名播出。男主角改由吳大維演出。